# Salim Ghazal
Salim Ghazal BS (ur. 7 lipca 1931 w Maszghara w Libanie, zm. 29 kwietnia 2011) – syryjski duchowny katolicki obrządku melchickiego, biskup kurialny patriarchatu Antiochii w latach 2001-2005.

## Życiorys
Święcenia kapłańskie przyjął 22 czerwca 1958 i został początkowo inkardynowany do eparchii Sydonu, jednakże już we wrześniu tegoż roku wstąpił do zakonu Bazylianów Melkitów Najświętszego Zbawcy. Śluby wieczyste w tymże zakonie złożył 15 sierpnia 1963. W latach 1961–1981 pracował jako misjonarz na terenie sydońskiej archieparchii - był kapelanem m.in. w klasztorze sióstr św. Józefa, w klasztorze marystów oraz w założonym przez siebie sierocińcu w Providence. W 1995 został wybrany przełożonym generalnym bazylianów melchickich.

### Episkopat
22 czerwca 2001 został wybrany przez Synod melchickiego Kościoła katolickiego biskupem kurialnym Patriarchatu Antiochii. 14 lipca papież Jan Paweł II zatwierdził wybór i przydzielił nominatowi stolicę tytularną Edessa in Osrhoëne dei Greco-Melkiti. Chirotonii biskupiej udzielił mu 5 sierpnia 2001 ówczesny patriarcha Antiochii, Grzegorz III Laham.
14 kwietnia 2005 Synod Kościoła melchickiego przyjął jego rezygnację z urzędu.